# Lyonpo Yeshey Zimba
Lyonpo Yeshey Zimba, född 1952, död 16 september 2024, var regeringschef i Bhutan 20 juli 2000-8 augusti 2001 och 18 augusti 2004-5 september 2005.